# Sự cố tràn dầu Đông Bắc Brasil 2019
Sự cố tràn dầu ở Đông Bắc Brasil là sự cố tràn dầu thô đang diễn ra lần đầu tiên ở nước này vào ngày 2 tháng 9 năm 2019. Nó ảnh hưởng đến vùng biển thuộc quyền tài phán của Brazil và hơn 2.250 km (1.400 dặm) bờ biển. Nguồn gốc của sự cố tràn dầu là không rõ, nhưng được tuyên bố không phải là người Brazil. Đến cuối tháng 10 năm 2019, hơn 1.000 tấn đã được dọn sạch; sự cố tràn dầu đã làm ô nhiễm hàng trăm khu vực ở cả chín bang phía Đông Bắc Brasil.
Đây là sự cố tràn dầu tồi tệ nhất trong lịch sử Brasil  và là thảm họa môi trường lớn nhất từng được ghi nhận ở bờ biển Brasil.